# Lonicera altmannii
Lonicera altmannii là một loài thực vật có hoa trong họ Kim ngân. Loài này được Regel & Schmalh. mô tả khoa học đầu tiên năm 1878.

## Hình ảnh

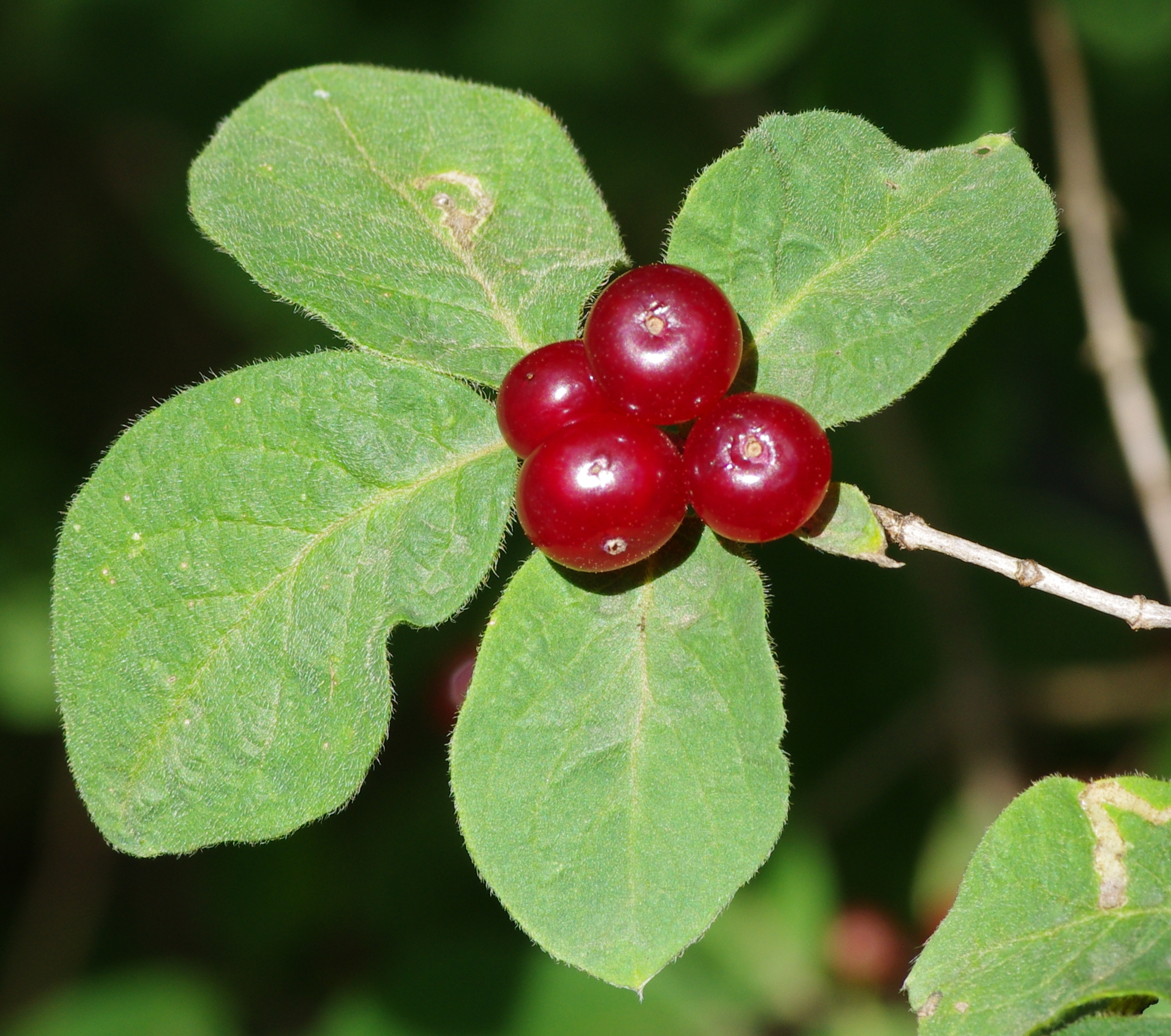
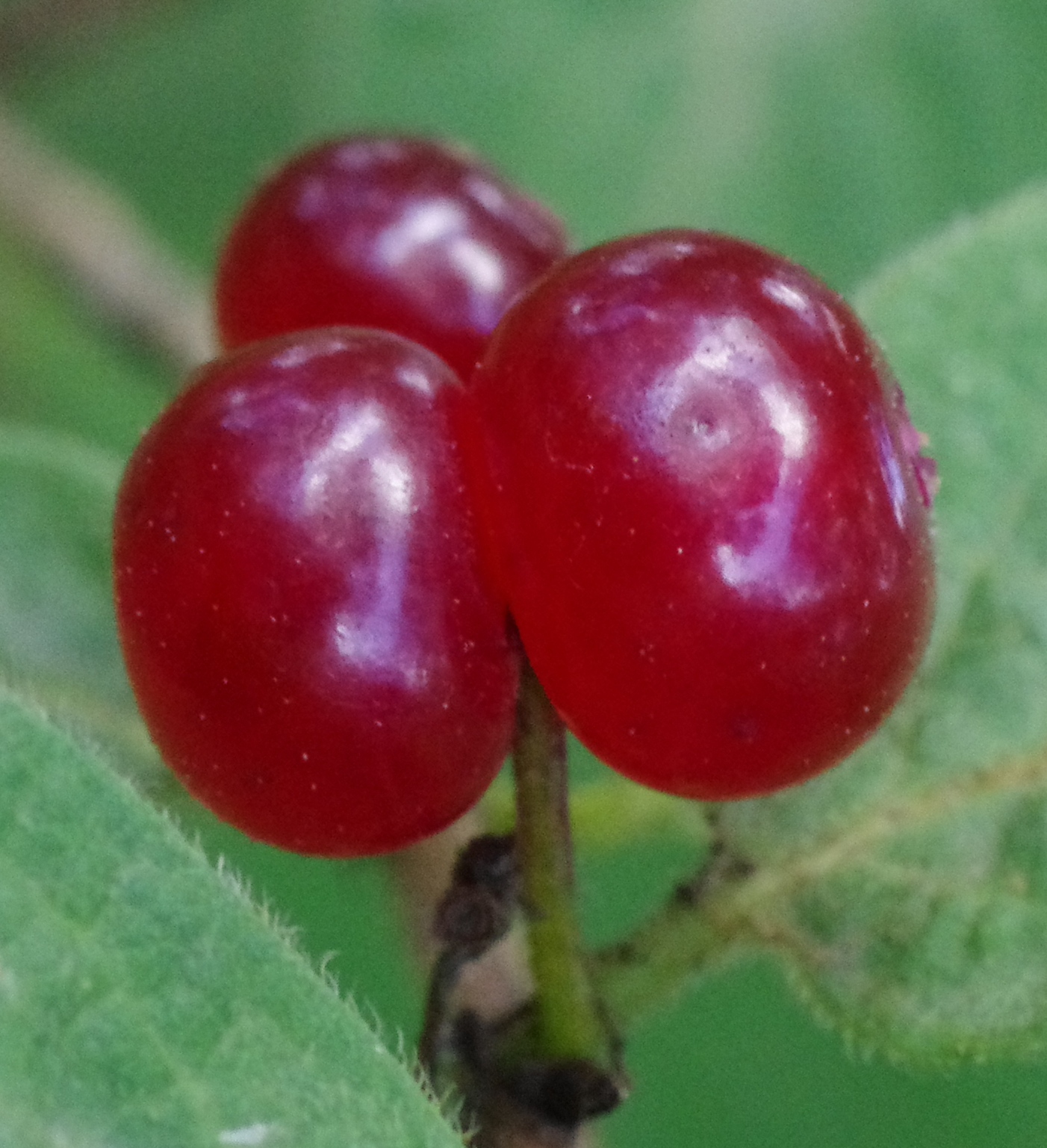
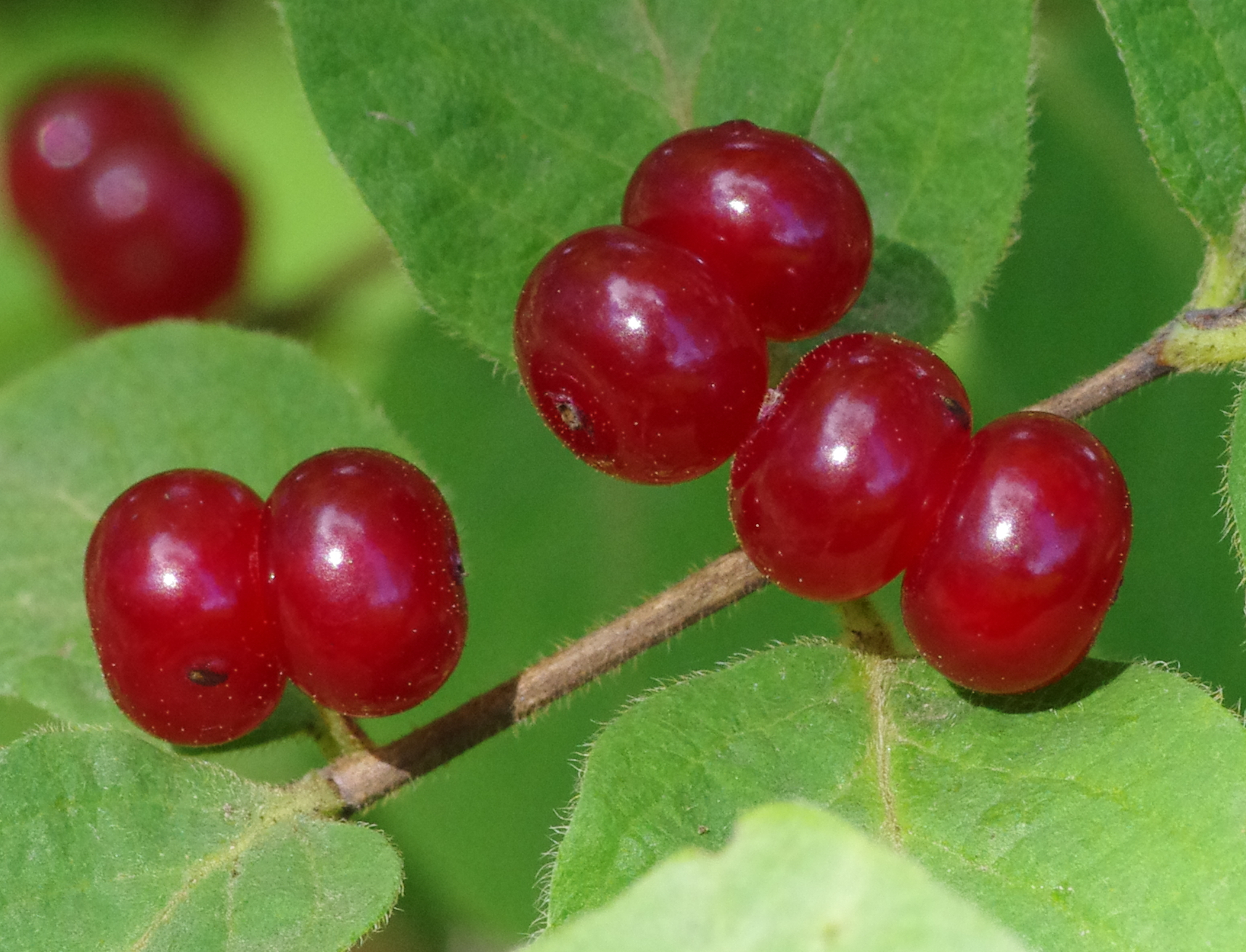